# 捏造トラップ-NTR-
『捏造トラップ-NTR-』（ねつぞうトラップ）は、コダマナオコによる漫画作品。一迅社の『コミック百合姫』にて2015年1月号から2018年2月号まで連載された。

## あらすじ
初めて恋人ができた女子高生・由真は、幼馴染で恋愛経験豊富な蛍に彼氏との接し方について相談する。しかし蛍にはキスされたり体をまさぐられたりして翻弄される。由真は拒絶はするが、強く抵抗することはできず、彼氏には内緒で"浮気"していることに罪悪感を募らせる。
一方、由真の彼氏の武田は、由真が何か隠し事をしているのではないかと察し始める。

## 登場人物
岡崎 由真（おかざき ゆま）
声 - 加隈亜衣
本作の主人公の女子高生。高校2年生。
蛍とは同じマンションの隣人同士で、小学生時代からの幼馴染。高2時は蛍・武田とは違うクラスだったが、進級した際には同じクラスになった。運動神経には自身がある。胸のサイズはDカップだが、正しいブラジャーの着け方を蛍に教わるまでCカップだと思っていた。
バスケットボール部所属で、同じ部の武田に告白されて付き合い始める。恋愛に関しては奥手で鈍感。ことあるごとに蛍にキスされたり体を触られたりするが、本気で抵抗することができず、武田にも秘密で蛍と関係を持つことに罪悪感を募らせている。
小学生時代、男子にいじめられていたのを助けてから蛍が自分だけを頼りにしたことに起因して、現在でも彼女に対して独占欲がややある。
水科 蛍（みずしな ほたる）
声 - 五十嵐裕美
本作の準主人公。女子高生。由真の同級生で幼馴染。家は父子家庭。3組。小柄な美少女。胸は大きくてサイズはEカップだが、ブラジャーがきつくなってきている。
由真が彼氏である武田とする時の練習と称して、由真にキスやセクハラまがいの行為におよぶ。
小学生時代、男子にいじめられていたのを助けられてから由真を頼っていた。中学1年で恋人を作っている。高校生になってからも彼氏をとっかえひっかえしているため一部では「ビッチ」と陰口をたたかれている。
由真が武田とキスしたことを由真から聞き、当てつけのように由真とディープキスを行っている。
武田（たけだ）
声 - 逢坂良太
由真の同級生で彼氏。バスケットボール部所属。兄がいる。
由真に告白しOKされたことで付き合い始めるが、彼女が隠し事していることを察し、関係がうまくいかないことに悩んでいる。
気まずさを感じて由真に一旦距離を置くことを提案するものの、蛍の助言でよりを戻すなど由真に対する好意は抱き続けている。
藤原（ふじわら）
声 - 小野大輔
蛍の彼氏。武田の親友。バスケットボール部所属。イケメン。
頭脳明晰、スポーツ万能と嫌味なくらい完璧な人間で、当然のように女性にもモテる。
由真と蛍の関係にいち早く気づいており、武田に対しての不義理を行う由真を責めるような言動をしている。「女は嫌いだがセックスは好き」で、面倒くさくない蛍と利害一致の関係を結んでいる。

## 書誌情報
- コダマナオコ『捏造トラップ-NTR-』一迅社〈百合姫コミックス〉、全6巻
  1. 2015年6月18日発売、ISBN 978-4-7580-7433-9
  2. 2016年3月18日発売、ISBN 978-4-7580-7528-2
  3. 2016年11月18日発売、ISBN 978-4-7580-7615-9
  4. 2017年4月18日発売、ISBN 978-4-7580-7659-3
  5. 2017年7月18日発売、ISBN 978-4-7580-7709-5 / ISBN 978-4-7580-7716-3（特装版）
  6. 2018年1月18日発売、ISBN 978-4-7580-7770-5

## テレビアニメ
2017年7月より9月までAT-X・TOKYO MX・BS11にて10分枠の短編アニメで放送された。

### スタッフ
- 原作 - コダマナオコ[29]
- 企画 - 村中悠介
- 総監督・音響監督 - ひらさわひさよし[29]
- シリーズ構成 - WORDS in STEREO×内堀優一
- キャラクターデザイン - 川島勝[29]
- 美術監督・美術設定（5-） - CP背景部
- 色彩設計 - 安藤のぞみ
- 撮影監督 - 林幸司
- 編集 - 太田義人
- 音楽 - ISAO（1-2）、Fish☆Man（3-）
- 音響制作 - cloud22
- チーフプロデューサー - 遠藤哲也
- プロデューサー - 鈴木あいり、梅澤佳奈子
- アニメーションプロデューサー - 石田貴久
- アニメーション制作 - Creators in Pack.Inc[29]
- 製作 - 捏造トラップ製作委員会（Creators in Pack Inc.、DMM.com、一迅社）

### 主題歌
「Blue Bud Blue」
東城陽奏によるオープニングテーマ。作詞は仲智唯、作曲・編曲は野中“まさ”雄一。
「Virginal lily」
逢瀬アキラによるエンディングテーマの1曲。作詞・作曲は逢瀬、編曲は藤神Kyo-ya敬也。
「メグル・オモイ・メグル」
サンドリオンによるエンディングテーマの1曲。作詞はHH、作曲・編曲は如月なつき。
「LAST ETERNAL」
Confetti Smileによるエンディングテーマの1曲。作詞はHH、作曲・編曲はISAO。

### 各話リスト
| 話数    | サブタイトル                         | 絵コンテ              | 演出         | 作画監督                    |
| ------- | ------------------------------------ | --------------------- | ------------ | --------------------------- |
| trap:1  | 女の子同士のヒミツ                   | おゆなむ 岩田幸子     | 及川佳那子   | 小野田貴之、川島勝（総）    |
| trap:2  | あの二人ってさ...                    | おゆなむ 岩田幸子     | 櫻井司       | 櫻井司                      |
| trap:3  | また練習しよっか                     | おゆなむ 岩田幸子     | 柴田匠       | 萩原省智                    |
| trap:4  | ...私も浮気してるし？                | おゆなむ 阿佐ヶ谷珠吉 | おゆなむ     | 中武学                      |
| trap:5  | 自分が嫌で仕方ないよ......           | おゆなむ 阿佐ヶ谷珠吉 | つしまゆりか | 萩原省智                    |
| trap:6  | キスされると思った？                 | おゆなむ 阿佐ヶ谷珠吉 | 及川佳那子   | 小野田貴之                  |
| trap:7  | 親友でいられるよね？                 | おゆなむ 柴田匠       | 柴田匠       | 萩原省智、阿部可奈子 堀光明 |
| trap:8  | 制御できない感情                     | おゆなむ 岩田幸子     | おゆなむ     | 中武学                      |
| trap:9  | 私に、風邪うつして......？           | おゆなむ つしまゆりか | つしまゆりか | 小野田貴之、阿部可奈子      |
| trap:10 | この関係は何なんだろう               | おゆなむ 柴田匠       | 柴田匠       | 萩原省智                    |
| trap:11 | ありがとう、ごめんね                 | おゆなむ 阿佐ヶ谷珠吉 | おゆなむ     | 中武学、阿部可奈子          |
| trap:12 | どうして今まで気づかなかったんだろう | おゆなむ つしまゆりか | つしまゆりか | 小野田貴之                  |

### 放送局
| 放送期間                | 放送時間                     | 放送局    | 対象地域 | 備考                      |
| ----------------------- | ---------------------------- | --------- | -------- | ------------------------- |
| 2017年7月5日 - 9月20日  | 水曜 20:00 - 20:10           | AT-X      | 日本全域 | CS放送 / リピート放送あり |
| 2017年7月6日 - 9月21日  | 木曜 3:40 - 3:50（水曜深夜） | TOKYO MX1 | 東京都   |                           |
| 2017年7月8日 - 9月23日  | 土曜 3:30 - 3:40（金曜深夜） | BS11      | 日本全域 | BS放送 / 『ANIME+』枠     |
| 2017年7月12日 - 9月27日 | 水曜 1:35 - 1:45（火曜深夜） | TOKYO MX2 | 東京都   |                           |

| 配信開始日   | 配信時間                   | 配信サイト                                                                                              |
| ------------ | -------------------------- | --- |
| 2017年7月5日 | 水曜 23:30 - 23:40         | AbemaTV 新作アニメチャンネル                                                                            |
| 2017年7月6日 | 木曜 3:40（水曜深夜） 更新 | GYAO! ニコニコチャンネル ひかりTV ビデオマーケット 楽天ショウタイム フジテレビオンデマンド Amazonビデオ |
|              | 木曜 10:00 更新            | DMM.com                                                                                                 |
|              | 木曜 12:00 更新            | dアニメストア U-NEXT                                                                                    |

### BD / DVD
| 巻 | 発売日         | 収録話         | 規格品番  | 規格品番  |
| 巻 | 発売日         | 収録話         | BD        | DVD       |
| -- | -------------- | -------------- | --------- | --------- |
| 上 | 2017年9月29日  | 第1話 - 第6話  | DMPXA-009 | DMPBA-015 |
| 下 | 2017年10月27日 | 第7話 - 第12話 | DMPXA-010 | DMPBA-016 |